# みずほ銀行暴力団融資事件
みずほ銀行暴力団融資事件（みずほぎんこうぼうりょくだんゆうしじけん）とは、2013年9月に週刊誌のスクープ記事で発覚した、オリエントコーポレーション（オリコ）の商品である販売提携ローン（キャプティブローン）を通じて、融資金融機関であるみずほ銀行が反社会的勢力である暴力団に対して融資を行っていた不祥事である。
当該事項を処罰する法律が存在しないため立件されていないが、その後の調査で行内での怠慢や金融庁に対して件数を過少報告するなど隠蔽工作を図ったことが発覚し、金融庁から業務改善命令発令と行内首脳陣の退陣に追い込まれた。

## 概要
問題となったキャプティブローンは、消費者・加盟店・信販会社・融資金融機関の4者間で取引関係が成立する「提携ローン4者間型」の個別信用購入あっせんである。オリコなど信販会社の加盟店である自動車販売店やリフォーム工事店などでの高額商品の購入に対し、信販会社の審査通過後に指定する銀行・生命保険会社が消費者との融資契約を受けて信販会社経由で販売店に貸付金（購入代金）を支払い、消費者が貸付金の返済を行う仕組みとなっている。あらかじめ取扱いを締結した加盟店経由での申込に限定されており、一般個人向けの商品ラインナップには掲載されていない。みずほ銀行では対外的に「提携販売ローン」「販売ローン」などと称している。
信販会社の自己資金で所要資金の立て替え払いを行う「個別信用購入あっせん(3者間型)」や消費者に直接融資する「オートローン」「リフォームローン」とは異なり、キャプティブローンは銀行・生命保険会社が融資を行うことにより、消費者に対しては信販会社の割賦やローンよりも低利で融資が受けられ、金融機関にとっては自社で集客を行わずに消費者に貸付ができるうえ、信販会社の信用保証によりローリスクな資金運用手段となるメリットがある。口座振替による返済や顧客対応も申込先の信販会社が担うため、申込人と融資金融機関との関わりは消費者金銭貸借契約のみとなる。
反社会的勢力と金融機関の取引は資金洗浄を防止するため、犯罪による収益の移転防止に関する法律（犯罪収益移転防止法）や2007年6月に政府が申し合わせした「企業が反社会的勢力による被害を防止するための指針」などにより、預金口座開設時などに反社会勢力に該当する場合は取引を拒絶または解除できるものとしていた。しかしながらキャプティブローンはオリコの審査のみで、反社会勢力であるかは審査項目に含まれていなかったため、複数の案件ですり抜けが発生した。
みずほ銀行における暴力団に対するキャプティブローンによる融資は、中古車販売店での乗用車購入資金が殆どで200件超・総額で2億円程度と、全体の貸付残高比では雀の涙以下であった。しかしその多くで完済前に借り逃げ・踏み倒し（「焦げ付き」）が発生。自動車は転売により換金され、結果的に資金供与につながったとも報じられた。みずほ銀行の貸倒損失は保証契約に基づきオリコが代位弁済を行うため、最終的にはオリコが被ることになった。
みずほ銀行は2010年の時点でこのような取引が行われていることを担当部門で把握し、首脳陣に上申するも抜本的な対応は取らずに放置していたことが2012年12月からの金融庁検査より明らかになった。そのため、みずほ銀行におけるコーポレート・ガバナンスの欠如が浮彫に上がり、2011年のシステム障害に続く一大不祥事として批判にさらされることになった。
みずほコーポレート銀行と合併後の2013年9月27日付で、金融庁はみずほ銀行に対して業務改善命令を出した。命令を受け、10月8日に中込秀樹元名古屋高等裁判所長官が委員長を務める提携ローン業務適正化に関する特別調査委員会が設置された。提携ローンを行っていた関連会社のオリエントコーポレーションでも、10月15日にみずほ銀行出身の斎藤雅之社長を委員長とする反社態勢強化委員会が設置され、経済産業省に対し、データベース強化のためオリエントコーポレーションとみずほ銀行のシステムを接続するなどの再発防止策をまとめた報告書が提出された。

### 人事面の対応
この事件の責任を取る形で塚本隆史は2013年11月1日付でみずほ銀行会長を辞任することとなった。当初兼任しているみずほフィナンシャルグループ会長の職には半年間無報酬の処分の上で留まることとされたが、同年12月にみずほフィナンシャルグループ会長からの退任が発表された。また、佐藤康博社長兼頭取も当初半年間無報酬の処分の上でみずほ銀行頭取とみずほフィナンシャルグループ社長に留まるとされたが、2014年1月に頭取からの退任が発表された。処分はその他大勢にわたり、OBも含む計54人の大量処分が行われることとなった。
麻生太郎内閣府特命担当大臣（金融担当）は、この事件を「銀行が一番してはならぬ話」として、みずほ銀行が提出した業務改善計画を精査する方針を示した。
2014年4月1日付で、佐藤FG社長の銀行頭取兼務が解除となり（FG社長は留任も、銀行では非常勤取締役に就任）、旧富士銀行出身で、FG副社長執行役員兼銀行副頭取の林信秀が頭取に就任。ワントップ体制が崩れることになった。またグループガバナンス強化のため、同年より、みずほフィナンシャルグループは委員会設置会社に移行し、取締役会議長に元経済財政担当大臣の大田弘子が、社外取締役に甲斐中辰夫元最高裁判所裁判官などが就任した。

## 影響
マスコミでは暴力団融資と題され注目を集めたが、銀行の「反社会的勢力」の定義はヘビークレーマーなども含み非常に幅広く、みずほ銀では金融業界でも最大級の100万件以上のデータベースに基づいた判断を行っていた。問題とされた230件のうち、警察により暴力団と認定されている先は1件のみであった。また、自動車販売店におけるローンが大半を占めており、銀行員が直接融資取引に関わっていたわけではない。このことから、本事件は暴力団融資の問題という側面は実は希薄であり、当局対応やマスコミ対応等のコーポレートガバナンス全般の失敗が問題の本質であると言える。
また、三菱UFJ銀行や三井住友銀行、その他多数の信託銀行、地方銀行、保険会社でも暴力団関係者への融資があることが本事件以降判明したが、経営問題とはなっていない。